# امیل سووستر
امیل سووستر (به فرانسوی: Émile Souvestre) نویسنده و معلم قرن نوزدهم میلادی اهل فرانسه است.